# Ludvík Amadeus Savojsko-Aostský
Princ Ludvík Amadeus, vévoda z Abruzzi (italsky Luigi Amedeo Giuseppe Maria Ferdinando Francesco di Savoia / duca d'Abruzzo; 29. ledna 1873 Madrid – 18. března 1933 Jowhar) byl italský šlechtic, cestovatel, objevitel a horolezec, krátce španělský infant jako syn Amadea I. Španělského, člen rodu Savojských a bratranec italského krále Viktora Emanuela III.
Byl prvním pokořitelem vrcholu Mount Saint Elias (1897), vedl jednu z prvních expedic k severnímu pólu Stella Polare (1899–1900) a posléze několik dalších výprav, především do Ruwenzori, kde v roce 1907 jako první vylezl na vrchol Mount Stanley. Vedl průzkumy také v pohoří Karákóram, kde se roce 1909 pokoušel zdolat velehoru K2 (je zde po něm pojmenován Abruzziho pilíř, s jehož využitím nakonec bylo v roce 1954 poprvé dosaženo vrcholu hory, a to právě italskou výpravou). V arktickém souostroví Země Františka Josefa je po něm pojmenován Luigiho ostrov.

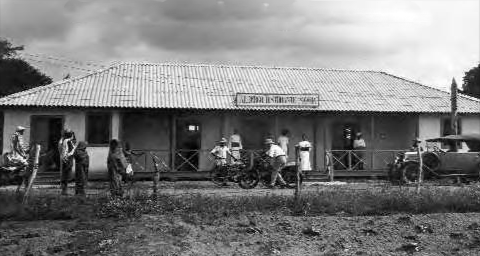
Snímek z Villabruzzi roku 1938

Roku 1918 se vrátil do Afriky, do Italského Somálska, kde strávil zbytek života. Asi 90 km od Mogadiša založil sídlo, později zvané Villabruzzi, kde zkoušel nové zemědělské techniky a financoval řadu staveb infrastruktury a občanské vybavenosti. Roku 1926 už kolonie zahrnovala 16 vesnic s více než 3 tisíci obyvateli, převážně domorodými. Roku 1933 zde vévoda Ludvík zemřel, ale i po jeho smrti zůstala lokalita jednou z nejrozvinutějších v celé východní Africe. Po zániku italské správy v Somálsku zde vyrostlo město Jowhar (roku 2018 mělo asi 750 tisíc obyvatel).
Ludvík Amadeus se nikdy neoženil. V mládí měl vztah např. s Kitty Elkinsovou, dcerou amerického senátora, ale jeho bratranec Viktor Emanuel III. mu nepovolil sňatek s neurozenou ženou. V závěru života byla Ludvíkovi partnerkou mladá domorodá dívka Faduma Ali.